# Calcarovula
Calcarovula là một chi ốc biển, là động vật thân mềm chân bụng sống ở biển thuộc họ Ovulidae.

## Các loài
Các loài thuộc chi Calcarovula bao gồm:
- Calcarovula arthritica Lorenz & Fehse, 2009[2]
- Calcarovula gracillima (E.A. Smith, 1901)[3]
- Calcarovula ildiko Lorenz, 2006[4]
- Calcarovula longirostrata (G.B. Sowerby I, 1828)[5]
- Calcarovula mikado (Kurohara & Habe, 1991)[6]
- Calcarovula piragua (Dall, 1889)[7]